# Satcam Boolell
Satcam Boolell , né le 11 septembre 1920 à New Grove dans le district de Grand Port et mort le 23 mars 2006 à Curepipe, est une personnalité politique mauricienne, entre autres président du parti travailliste mauricien de 1984 à 1991. Il a été plusieurs fois ministre, dont celui des affaires étrangères de Maurice de 1986 et 1990.

## Biographie
Durant la période coloniale, il est élu au conseil législatif en 1953. En 1959, il est ministre de l'agriculture du gouvernement de la colonie britannique de Maurice. Aux élections du 7 août 1967, il est élu député dans la majorité dirigée mar Seewoosagur Ramgoolam. De 1967 à 1968, il est ministre de la culture.
Après l'indépendance, il est à nouveau ministre de l'agriculture de 1968 à 1974. En 1983, Anerood Jugnauth le nomme ministre de l'économie, poste qu'il occupe jusqu'à 1984. En 1986, il est nommé vice-premier ministre ainsi que ministre des Affaires étrangères et ministre de la justice par Anerood Jugnauth, postes qu'il occupe jusqu'en 1990. 
Il a été également député jusqu'aux élections du 15 septembre 1991.

## Famille
Son fils Arvin Boolell ainsi que son neveu Anil Gayan sont tous deux des personnalités politiques de Maurice.